# Robots in Disguise
Robots in Disguise je anglická electropunková hudební skupina sestávající ze dvou stálých členek Dee Plume (zpěv a kytara) a Sue Denim (zpěv a basová kytara) a z proměnlivé sestavy doprovodných hudebníků. Skupina vznikla v roce 2000 a doposud vydala čtyři studiová alba. Ačkoli se jedná o britské duo, za dobu svého působení sídlily kromě Londýna také v Berlíně.

## Historie

### Vznik skupiny a počátky působení (2000)
Obě stálé členky působí pod uměleckými jmény. Dee Plume (vlastním jménem Delia Gaitskell) a Sue Denim (vlastním jménem Suzanne Powell) se seznámily a skupinu založily během studia na univerzitě v Liverpoolu.[1] Své první kratší EP album s názvem Mix Up Words and Sounds vydaly v produkci Chrise Cornera, frontmana hudební skupiny IAMX.

### AlbaRobots in DisguiseaGet RID!(2001–2005)
První album v plném rozsahu neslo stejné jméno jako kapela, tedy Robots in Disguise (album) (s alternativním názvem Disguises pro odlišení) a bylo vydáno v roce 2001, opět v produkci Chrise Cornera. Jako singl v rámci prvního alba vyšla píseň Boys, na jejímž bookletu jsou vyfoceni Chris Corner a Noel Fielding, jakožto tehdejší partneři Sue a Dee. Druhé studiové album Get RID! bylo vydáno v roce 2005 a mimo jiné obsahovalo singly Turn It Up a The DJ's Got a Gun. Název alba je menší slovní hříčkou, jelikož "get rid (of something)" je anglické frázové sloveso a znamená "zbavit se (něčeho)". Zároveň je však název alba také výzvou k jeho pořízení, kdy "get" může znamenat "sehnat, získat" a "RID" je iniciálovou zkratkou názvu kapely.

### AlbumWe're in the Music Biz(2006–2008)
Třetí studiové album vyšlo v roce 2008, neslo název We're in the Music Biz a producentem byl opět Chris Corner. Za zmínku stojí singly The Sex Has Made Me Stupid a The Tears, ale také titulní píseň We're in the Music Biz, která vznikla v reakci na poněkud nepříznivý kritický ohlas vůči jejich hudbě. Album má lehce provokativní booklet, obě protagonistky jsou na něm vyfoceny zdánlivě oděné v košilích s kravatami, jedná se však o bodypainting a ve skutečnosti mají obě horní polovinu těla zahalenou pouze barvami. 

### AlbumHappiness V Sadness(2009–současnost)
Kapela nahrávala své čtvrté album v Londýně koncem roku 2009, před dokončením jim však došly finance. Obrátily se tedy na své fanoušky a skrze internetový portál Pledge Music se jim podařilo vybrat od fanoušků více než dostatek peněz na dokončení alba, část vybraných peněz pak byla použita jako příspěvek na léčbu Alzheimerovy choroby. 
Singl Wake Up! byl inspirován kosmetickou řadou značky Barry M, která sponzorovala natočení videoklipu a zároveň reklamy na nový odstín rtěnky v barvě "Robot Blue" (robotí modř).
Čtvrté studiové album s názvem Happines V Sadness bylo díky podpoře fanoušků vydáno v červenci roku 2011. Ještě v průběhu roku 2012 kapela příležitostně koncertovala, poté se však obě členky vydaly vlastní cestou.

## The Mighty Boosh
Dee a Sue se několikrát objevily v britském televizním seriálu The Mighty Boosh, například v roli členek electro kapely (jako Neon a Ultra) nebo gotických dívek (Anthrax a Ebola). Samotnou Dee bylo možno vidět ještě v několika epizodách druhé a třetí série The Mighty Boosh. Robots in Disguise se také vydaly v letech 2008 – 2009 na divadelní live show turné seriálu, kde britské partě komiků vypomáhaly s představením a po skončení live show koncertovaly. Provázanost kapely s komediálním seriálem pramenila z partnerského vztahu Dee Plume a Noela Fieldinga, jednoho z hlavních protagonistů seriálu, v roce 2010 se však rozešli.

## Mimo hudební scénu
Sue Denim dělá modelku londýnské značce ručně vyráběných šperků Tatty Divine. Spolupráce s nimi dala vzniknout řadě výrobků prodávaných na turné kapely, například náhrdelníky s nápisem "Robots" nebo přívěsky ve tvaru modré rtěnky Barry M a mnoho dalších.

## Diskografie
- Robots in Disguise (album) (2001)
- Get RID! (2005)
- We're in the Music Biz (2008)
- Happiness V Sadness (2011)